# Wilhelm von Rosen (forsker)
 For alternative betydninger, se Wilhelm von Rosen (flertydig). (Se også artikler, som begynder med Wilhelm von Rosen)
Wilhelm von Rosen (13. januar 1941 – 2. marts 2019) var dansk rigsarkivar, seniorforsker, dr.phil. og bøsseaktivist, der navnlig forskede i den mandlige homoseksualitets historie.
I 1969 fik han sølvmedalje fra Odense Universitet for en afhandling om den illegale presse under besættelsen. Fra 1971 var han ansat som arkivar ved Rigsarkivet, og siden seniorforsker frem til 2006.
Wilhelm von Rosen blev uddannet cand.mag. i historie og latin fra Københavns Universitet, 1971, og var med i 70’ernes og 80’erne bøssebevægelse i Danmark. I 1993 blev han doktor fra Københavns Universitet på sin afhandling om dansk bøssehistorie. Denne afhandling blev udgivet under titlen Månens kulør. Studier i dansk bøssehistorie 1628-1992 samme år.
Wilhelm von Rosens afhandling lagde et konstruktivistisk syn på homoseksualitetens historie. Han påviste, at mænd har haft sex med mænd så langt tilbage man har kilder, men sammenstrikningen af seksuelle forbindelser, romantiske venskaber og en særlig affekteret stil til en særlig persontype, den homoseksuelle, var blevet gjort af læger og jurister i 1860’erne.
Han var med i Bøssernes Befrielsesfront fra 1973-77, og var senere også med i den kollektive redaktion af Pan-bladet fra 1977-1983, der var Forbundet af 1948’s medlemsblad. Samtidig opbyggede han sit hus ’Stormly’ i Utterslev til et bo- og samlingssted primært for bøsser.
Om H.C. Andersens forelske i Edvard Collin skrev Wilhelm von Rosen bl.a. artikler i tidsskifterne Kritik og Anderseniania samt holdt foredrag om emnet. Han bidrog desuden med 29 biografier af danskere, hovedsageligt homoseksuelle mænd, i Who's Who in Gay & Lesbian History.
På Rigsarkivet redigerede han den seks bind store oversigt ”Rigsarkivet og hjælpemidlerne til dets benyttelse”, der udkom over mange år.

## Værker

### Bøger
- Bøssekampens politik. Artikler om et tiårs bøssekamp og bøssebefrielse. En samling af essays om bøssekampen efter optøjerne ved Stonewall Inn i New York i 1969. Samlingen blev redigeret af Wilhelm von Rosen med bidrag fra mange lande. Forlaget Pan, 1979. ISBN 87-980474-1-8.
- Månens kulør. Studier i dansk bøssehistorie 1628-1912, (872 sider i 2 bind), 1993. Doktordisputats fra Københavns Universitet. ISBN 87-7345-554-3 Parameter fejl i {{ISBN}}: Fejl i ISBN..
- Rigsarkivet og hjælpemidlerne til dets benyttelse. Redigeret fra 1983.

### Artikler
- Bøssekulturen/mandekulturen, Hug!, 1980
- Venskabets mysterier: om H.C. Andersens roman »O.T.«, hans forelskelse i Edvard Collin og »Den lille Havfrues« forløsning, Arseniania, 1980.
- "Bøssekampens strategi", Seksualpolitik, 1981
- Bøssehistorie: Den historiske konstruktion af homoseksuelle roller og identiteter, Kvindestudier (årg. 7), 1983.
- De usynlige mænd, Humaniora, årg. 1, nr. 1, 1987.
- "Det tredje køn i europæisk kulturhistorie", Berlingske Tidende, 1993-12-17.
- "Uterlige forhold", Politiken 1997-10-13.
- Pornografiaffæren i 1955, Zink nr. 4, 1999.
- Who's Who in Gay & Lesbian History/Contemporary History, 2000.